# Маленька людина у великій війні
«Маленька людина у великій війні» — радянський двосерійний художній фільм 1989 року, знятий режисером Шухратом Аббасовим на кіностудії «Узбекфільм».

## Сюжет
Дія фільму охоплює період Великої Вітчизняної війни. У невеликому узбецькому селищі мешкає родина директора радгоспу. Якось у цій хлібосольній родині з'являється племінник матері — Санджар. Добрий та вразливий Сафо, спостерігаючи за зв'язками двоюрідного брата із злодійською компанією, робить для себе неприємні висновки та приймає цілком самостійні рішення.

## У ролях
- Мухаммаджан Рахімов — Сафо, старший син Сайєри
- Матлюба Алімова — Сайєра
- Дінара Базарова — Заріна, подруга Сафо
- Фархад Мірзоєв — Санджар, племінник Сайєри та двоюрідний брат Сафо
- Шавкат Абдусаламов — Хамро, божевільний художник-бродяга
- Тунгишбай Жаманкулов — Рустам, чоловік Сайєри, директор радгоспу
- Валентина Тализіна — Галина, подруга Сайєри та Зульфікари
- Гулі Зулкарнаєва — Зульфікар, подруга Сайєри
- Ульмас Юсупов — Хайдар, керівник вівцеферми
- Расім Балаєв — Мардон, великий чиновник
- Данута Столярська — лікар
- Пулат Саїдкасимов — військком
- Мукамбар Рахімова — Каріма, робітниця на каракуль-складі
- Джавахір Закіров — друг Сафо
- Ойбек Мулладжанов — друг Сафо
- Ергаш Мумінов — друг Сафо
- Костя Юртаєв — друг Сафо
- Роберт Калампар — друг Сафо
- Севара Ходжаєва — Фатіма, дочка Сайєри
- Іллюша Сілогіді — Рінат, молодший син Сайєри
- Юрій Гусєв — начальник станції
- Наїля Ташкенбаєва — робітниця на каракуль-складі
- Ергаш Карімов — епізод
- Азіза Бегматова — робітниця
- Гульрано Хакімова — епізод
- Севара Туляганова — донька Каріми
- Тетяна Митрушина — епізод
- Олександр Шишкін — епізод
- Ольга Фіала — жінка похилого віку, яка годує дітей
- Д. Ташкенбаєва — епізод
- З. Джурабаєва — епізод
- О. Радченко — епізод
- Абдурахім Ісмаїлов — епізод
- А. Мухамедов — епізод
- Учкун Рахманов — листоноша
- Турсуной Мамедова — епізод
- М. Кадирова — епізод
- Х. Різаєва — епізод
- Анвара Алімова — епізод
- Абдулхай Шермухамедов — епізод
- Азамат Іргашев — епізод
- Валерій Юлдашев — епізод
- М. Козлов — епізод
- Леонід Банішев — епізод
- Галина Андрєєва — епізод

## Знімальна група
- Режисер — Шухрат Аббасов
- Сценарист — Шухрат Аббасов
- Оператор — Абдурахім Ісмаїлов
- Композитори — Веніамін Баснер, Мойсей Вайнберг
- Художники — Шавкат Абдусаламов, Анатолій Шибаєв